# Пихтовка (Удмуртия)
Пихтовка — посёлок в Воткинском районе Удмуртской республики России. Входит в состав Большекиварского сельского поселения.

## География
Располагается в восточной части республики, по берегу реки Большая Кивара. Река запружена.

## История
В 1969 году началось строительство рыбоводного хозяйства «Пихтовка» на землях колхоза «Красный Маяк» и (частично) на совхоза «Воткинский».
В 1970 году Решением исполкома Воткинского райсовета депутатов трудящихся № 57 от 13 марта 1970 года образован совхоз «Пихтовка».
В 1977 году Указом Президиума ВС РСФСР деревня Тараканово переименована в посёлок Пихтовка.

## Население
| 2010 | 2012 |
| ---- | ---- |
| 468  | ↘457 |

## Инфраструктура
Основа экономики — рыбное и сельское хозяйство. Действует (с 1970) рыбхоз «Пихтовка»

## Транспорт
Выезд на Кельчинский тракт (автомобильная дорога общего пользования регионального значения «Воткинск — Кельчино — граница Пермского края» (идентификационный номер 94 ОП РЗ Р-2).